# Аркіта
Аркіта (рум. Archita) — село у повіті Муреш в Румунії. Входить до складу комуни Винеторі.
Село розташоване на відстані 209 км на північ від Бухареста, 57 км на південний схід від Тиргу-Муреша, 131 км на південний схід від Клуж-Напоки, 71 км на північний захід від Брашова.

## Населення
За даними перепису населення 2002 року у селі проживали 792 особи.
Національний склад населення села:
| Національність | Кількість осіб | Відсоток |
| -------------- | -------------- | -------- |
| румуни         | 697            | 88,0%    |
| цигани         | 49             | 6,2%     |
| угорці         | 39             | 4,9%     |
| німці          | 6              | 0,8%     |

Рідною мовою назвали:
| Мова      | Кількість осіб | Відсоток |
| --------- | -------------- | -------- |
| румунська | 753            | 95,1%    |
| угорська  | 33             | 4,2%     |
| німецька  | 5              | 0,6%     |